# Petrusbrunnen (Brilon)

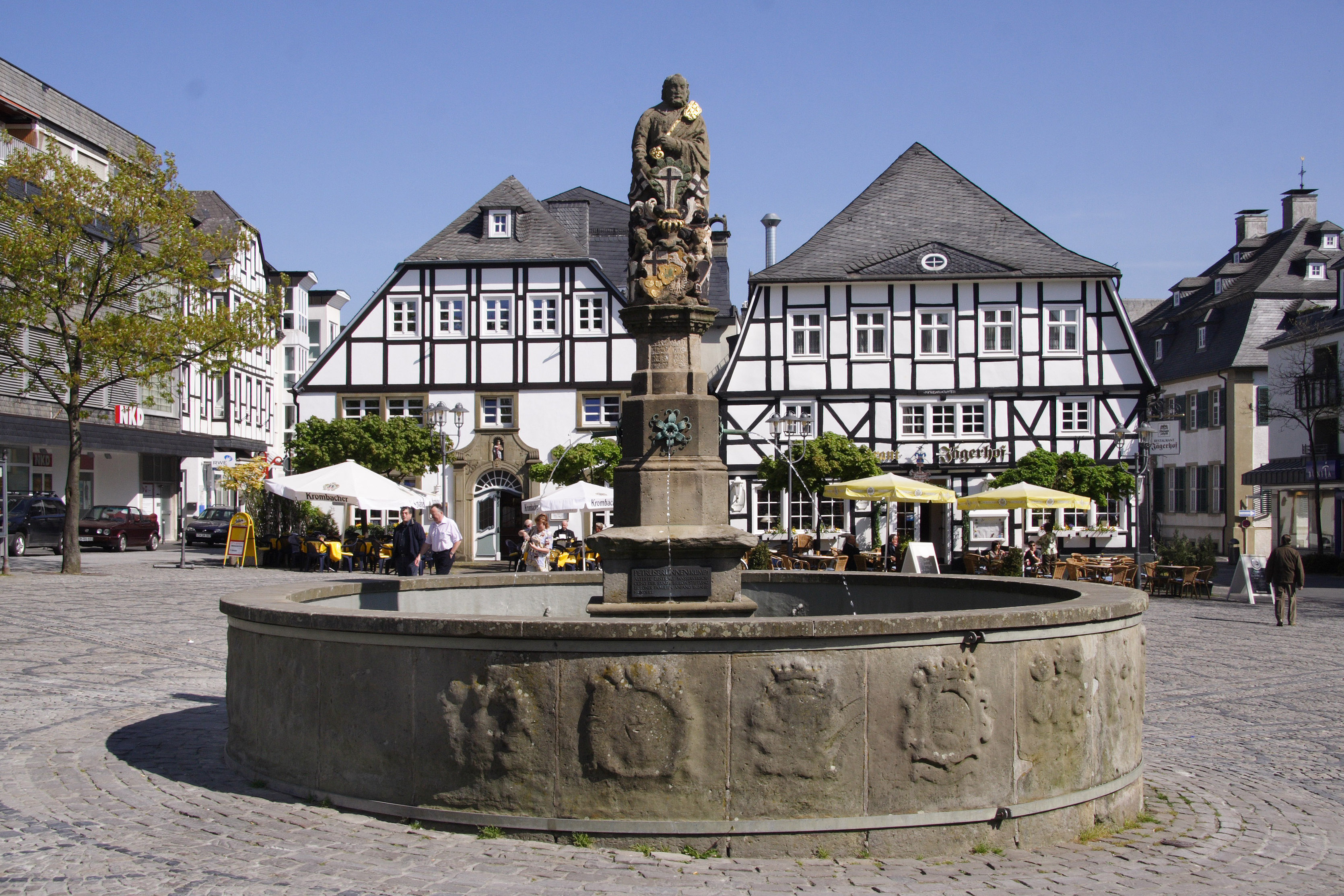
Kump

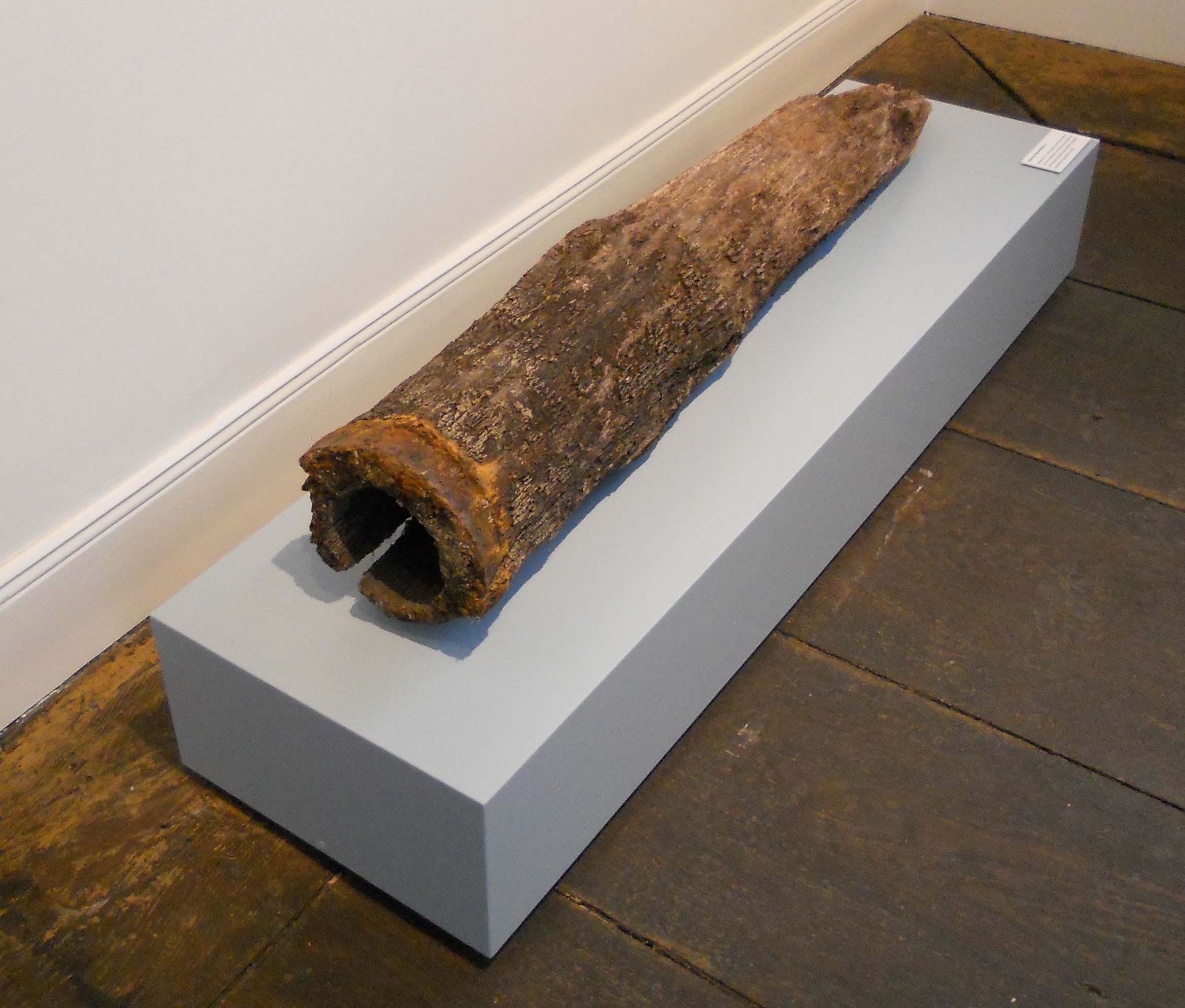
Wasserleitung aus Holz

Der Petrusbrunnen, umgangssprachlich Kump, ist eine denkmalgeschützte Brunnenanlage auf dem Marktplatz des sauerländischen Brilon.

## Geschichte
Der Brunnen wurde erstmals 1360 urkundlich erwähnt. Er war der zentrale Punkt der Wasserversorgung. Mithilfe von handgebohrten hölzernen Rohren wurde das Wasser aus einer nicht versiegenden Quelle vom Poppenberg in die Stadt geleitet. Auch in Trockenzeiten, in denen die anderen Quellen und Brunnen in der Stadt versiegten, konnte sich die Bevölkerung hier mit Trinkwasser versorgen. Das Minoritenkloster berichtete 1776 in einer Chronik: „Es herrschten große Dürre und Wassermangel, alle Brunnen waren trocken; auch unser Konvent musste Wasser aus dem Vorderbeckschen Brunnen holen und nachdem auch dieser erschöpft worden ist, müssen wir es noch heute aus dem Marktbrunnen anfahren lassen.“ Bis 1819 war nach einem amtlichen Bericht der Brunnen die einzige Trinkwasserschöpfstelle in der Stadt, der natürliches Quellwasser in reichlicher Menge und mit natürlichem Druck zugeführt wurde. Außerhalb der Trockenperioden floss das Wasser so reichlich, dass mit dem überfließenden Teil auch noch Vieh getränkt werden konnte. Hierzu ergänzend legten einige Bauern private Brunnen unterschiedlicher Tiefe und Ergiebigkeit an. Nur einmal wird von einem Versagen der Wasserversorgung berichtet: 1822 herrschte eine so ungewöhnliche Kälte, dass der Kump zufror und das Wasser von der Aa geholt wurde. In der ersten Hälfte des 19. Jahrhunderts wurden verschiedene eiserne Wasserleitungen vom Kump aus verlegt, um die Wasserversorgung zu verbessern. In der zweiten Hälfte des 19. Jahrhunderts wurden diese allmählich durch modernere Wasserversorgung und damit einhergehend auch Kanalisierung ersetzt.

## Beschreibung
Der Brunnen erhielt seine heutige Gestalt 1726 durch eine Erneuerung der Brunnenschale. Sie besteht aus 23 Sandsteinplatten. Darauf sind noch die Reste von Wappendarstellungen zu erkennen. Es sind Wappen alteingesessener Briloner Bürgerfamilien, die sich in besonderem Maße für die Instandhaltung und Pflege des Brunnens einsetzten. In der Mitte der Brunnenschale steht auf einer mehrfach gestaffelten Säule das lebensgroße Standbild des Apostels Petrus. Die Figur stammt von einem Vorgängerbrunnen aus der ersten Hälfte des 16. Jahrhunderts; sie richtet den Blick auf das historische Rathaus und die Propsteikirche.
Zum Abschluss der Briloner Schnade zieht der Schnadezug unter dem Geläut aller Kirchenglocken festlich in die Stadt. Traditionell zieht der Zug dreimal um den Kump herum.

## Detailansichten

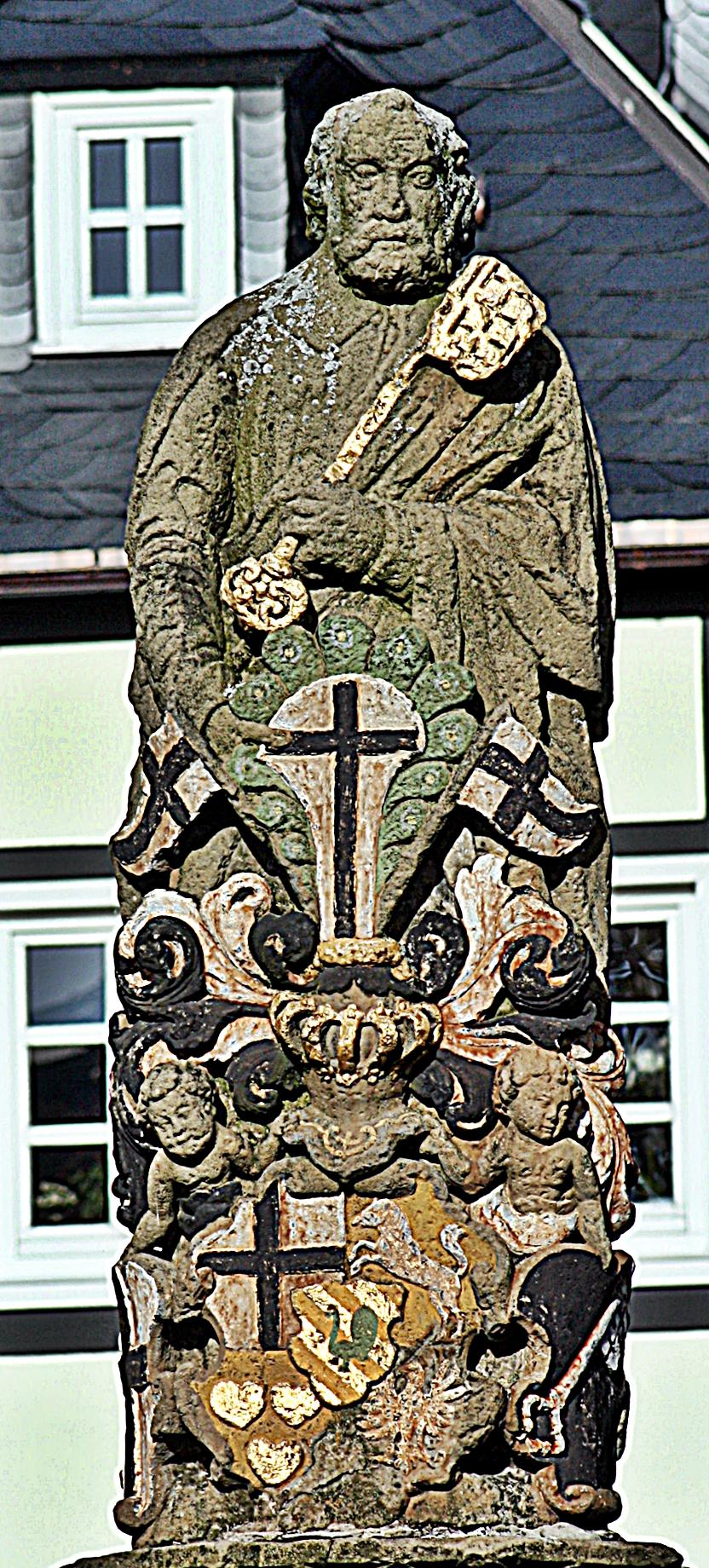
Petrusfigur
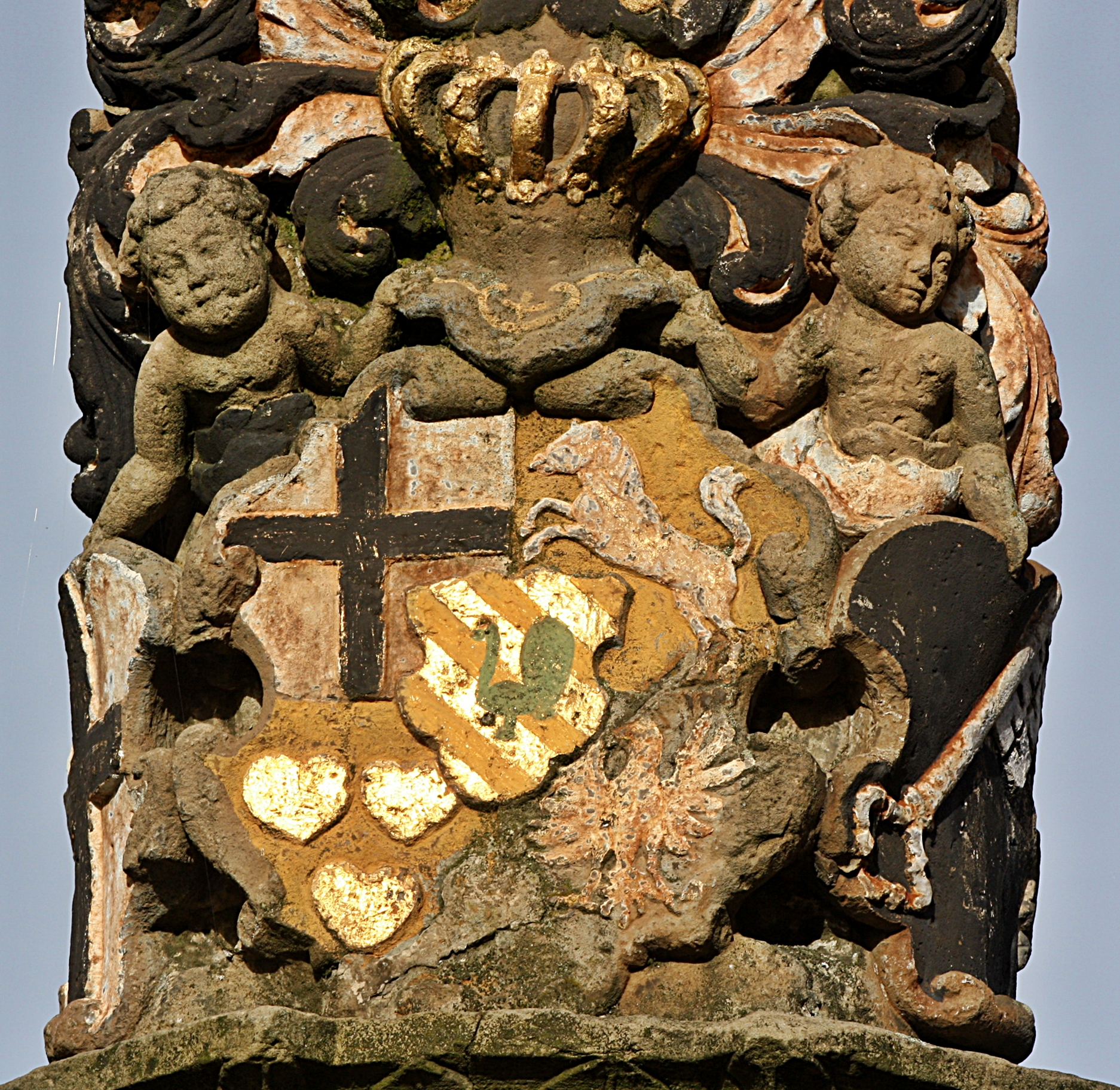
Wappen unter der Figur
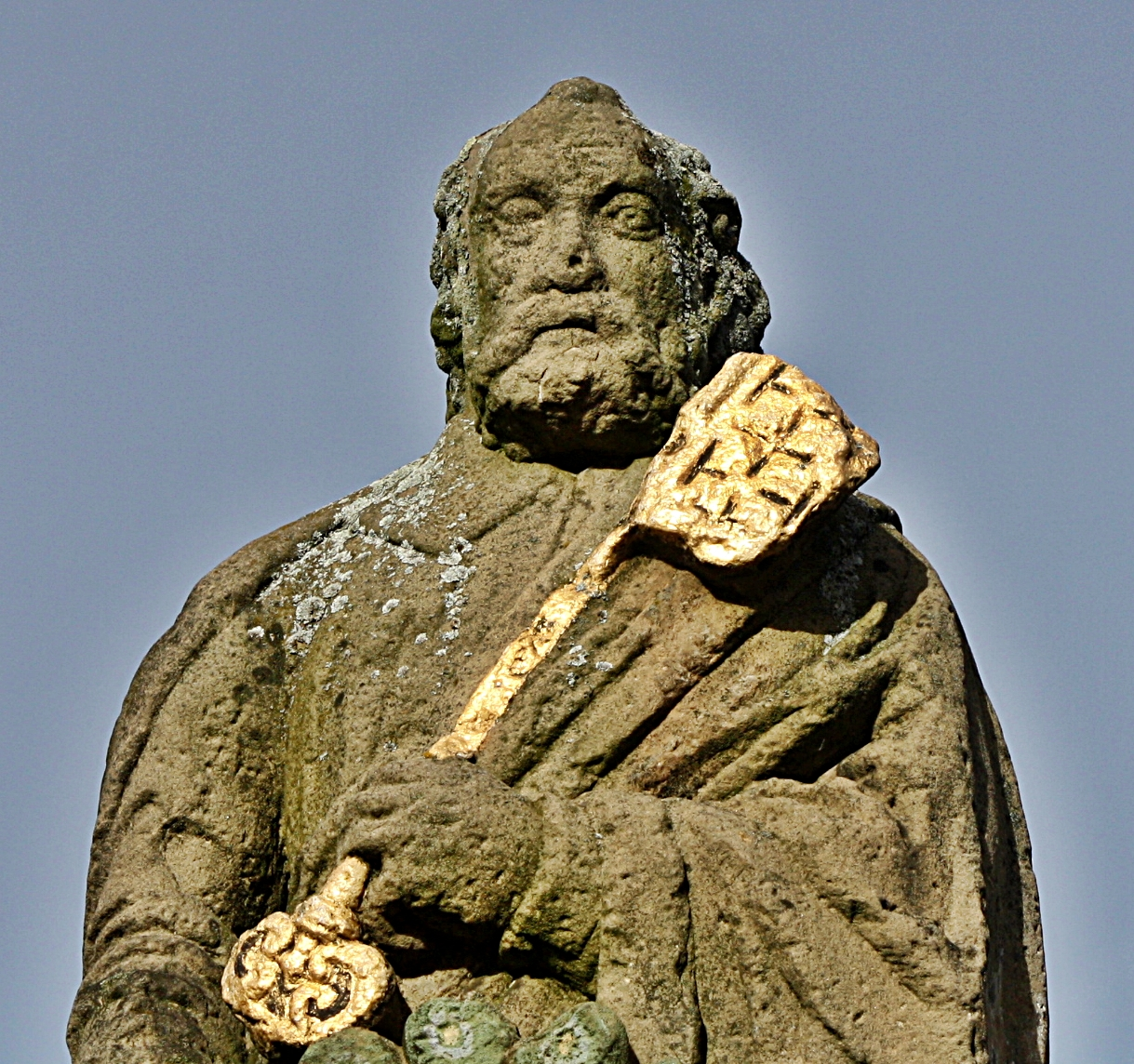
Deutlich sichtbare Verwitterungsspuren
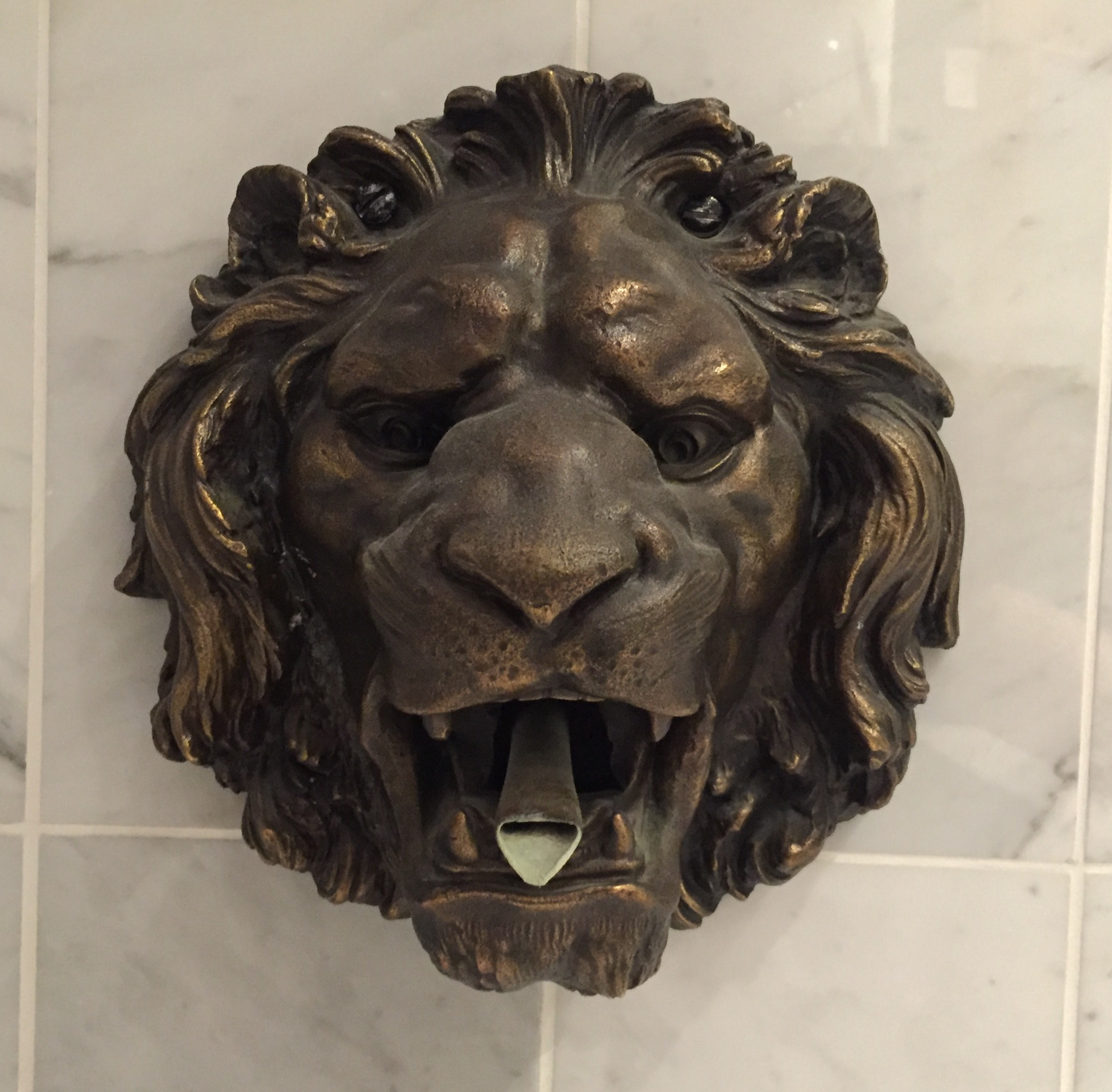
Diese Löwenköpfe dienten bis in die sechziger Jahre als Wasserspeier